# Mutazz Isa Barszim
Mutazz Isa Barszim (także: Mutaz Essa Barshim, arab. ‏معتز عيسى برشم‎, ur. 24 czerwca 1991 w Dosze) – katarski lekkoatleta specjalizujący się w skoku wzwyż.
Rodzice skoczka pochodzą z Sudanu. Medalista igrzysk olimpijskich i mistrzostw świata, zwyciężał w mistrzostwach świata juniorów, zawodnik jest trzykrotnym halowych mistrzem Azji, zdobywał medale mistrzostw Azji i igrzysk azjatyckich. Stawał na podium imprez lokalnych np. mistrzostw krajów arabskich. Wielokrotny rekordzista Kataru w kategorii juniorów oraz seniorów. Jego trenerem do 2020 roku był Polak Stanisław Szczyrba. Jego sportowym wzorem jest Artur Partyka. Młodszy brat zawodnika – Mu’ammar Isa Barszim – także jest skoczkiem wzwyż, a w 2012 został mistrzem Azji juniorów. Do tej pory Barszim ośmiokrotnie bił rekord Azji w skoku wzwyż w hali i na otwartym stadionie.

## Kariera

### Początki
Zimą 2010 w Göteborgu z wynikiem 2,25 – mając 18 lat – ustanowił rekord Kataru w kategorii seniorów i juniorów. Dwa tygodnie później został w Teheranie halowym mistrzem Azji. W debiucie w dużej seniorskiej imprezie – w marcu 2010 na halowych mistrzostwach świata w rodzinnym Katarze – odpadł w eliminacjach. W maju 2010 zdobył złoty medal mistrzostw krajów arabskich juniorów, a na początku lipca sięgnął po mistrzostwo Azji juniorów. Po tym sukcesie zdobył w Kanadzie złoty medal juniorskich mistrzostw globu. Na koniec roku, w listopadzie, stanął na najwyższym stopniu podium igrzysk azjatyckich. Przez cały sezon 2010 pięciokrotnie poprawiał seniorski rekord Kataru.

### 2011–2012
Na początku sezonu 2011 ustanowił z wynikiem 2,31 rekord Kataru podczas mityngu Qatar Athletic Super Grand Prix 2011 w Dosze. Kolejny raz rekord kraju – o jeden centymetr – poprawił 19 czerwca w Ystad. Kilka tygodni po tych zawodach został w Kobe mistrzem Azji uzyskując wynik 2,35. Podczas światowych wojskowych igrzysk sportowych wygrał ustanawiając rekord tej imprezy rezultatem 2,29. Po zawodach wojska wystąpił w dwóch mityngach Samsung Diamentowej Ligi (DN Galan 2011 i Aviva London Grand Prix 2011). Na mistrzostwach świata w Daegu, w Korei Południowej, zajął siódme miejsce z wynikiem 2,32 – rezultat taki dawał brązowy medal, jednak Katarczyk przegrał go liczbą zrzutek. Na koniec sezonu – od października do połowy grudnia – zwyciężył w trzech imprezach o zasięgu regionalnym: igrzyskach Rady Współpracy Zatoki Perskiej, mistrzostwach panarabskich oraz igrzyskach panarabskich.
W drugim występie w sezonie 2012 – na 2. Mityngu Kontrolnym PZLA w Spale – z wynikiem 2,33 poprawił halowy rekord Azji. Swój wynik poprawił tydzień później skacząc w Hangzhou (Chiny) 2,37 zdobywając jednocześnie halowe mistrzostwo Azji i ustanawiając najlepszy rezultat na świecie w sezonie halowym 2012. Był jednym z faworytów do zdobycia medalu halowych mistrzostw świata w Stambule jednak po zaliczeniu wysokości 2,28 trzykrotnie strącił poprzeczkę zawieszoną na 2,31 i został sklasyfikowany na dziewiątym miejscu ex aequo z Niemcem Raúlem Spankiem. Na igrzyskach olimpijskich w Londynie wywalczył srebrny medal ex-aequo z Kanadyjczykiem Derekiem Drouniem i Robertem Grabarzem. Po igrzyskach, 23 sierpnia, na mityngu Athletissima 2012 w Lozannie z wynikiem 2,39 wyrównał rekord Azji należący od 1984 roku do Zhu Jianhua. W grudniu 2012 z wynikiem 2,32 zwyciężył w Mistrzostwach Azji Zachodniej.

### 2013
Na początku kwietnia wystartował na mistrzostwach Rady Współpracy Zatoki Perskiej w Dosze, na których zdobył złoto, a jego brat, Mu’ammar, sięgnął po srebro. Pod koniec maja zdobył złoty medal mistrzostw panarabskich. 1 czerwca na mityngu Prefontaine Classic 2013 w Eugene z wynikiem 2,40 ustanowił rekord Azji i stał się pierwszym w XXI wieku zawodnikiem, który w sezonie letnim uzyskał rezultat 2,40. Podczas mistrzostw świata w Moskwie, w sierpniu 2013, zdobył srebrny medal przegrywając jedynie z Ukraińcem Bohdanem Bondarenko.

## Osiągnięcia

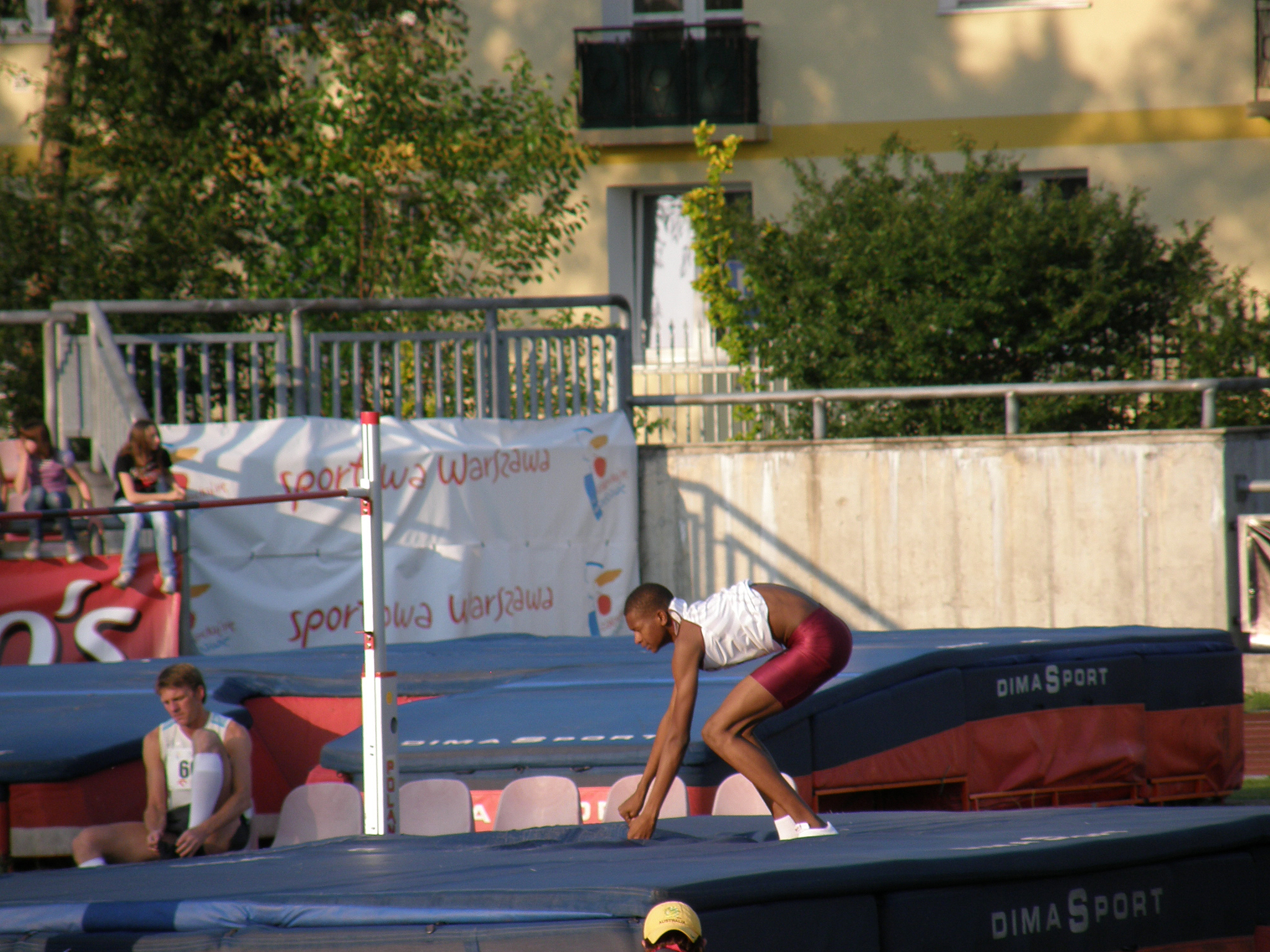
Zawodnik podczas memoriału Janusza Kusocińskiego w Warszawie (2010)

| Rok  | Impreza                                     | Miejsce        | Pozycja           | Wynik |
| ---- | ------------------------------------------- | -------------- | ----------------- | ----- |
| 2010 | Halowe mistrzostwa Azji                     | Teheran        | 1. miejsce        | 2,20  |
| 2010 | Halowe mistrzostwa świata                   | Doha           | el. – 14. miejsce | 2,23  |
| 2010 | Mistrzostwa krajów arabskich juniorów       | Kair           | 1. miejsce        | 2,23  |
| 2010 | Mistrzostwa Azji juniorów                   | Hanoi          | 1. miejsce        | 2,31  |
| 2010 | Mistrzostwa świata juniorów                 | Moncton        | 1. miejsce        | 2,30  |
| 2010 | Igrzyska azjatyckie                         | Kanton         | 1. miejsce        | 2,27  |
| 2011 | Mistrzostwa Azji                            | Kobe           | 1. miejsce        | 2,35  |
| 2011 | Światowe igrzyska wojskowych                | Rio de Janeiro | 1. miejsce        | 2,29  |
| 2011 | Mistrzostwa świata                          | Daegu          | 7. miejsce        | 2,32  |
| 2011 | Igrzyska Rady Współpracy Zatoki Perskiej    | Madinat 'Isa   | 1. miejsce        | 2,16  |
| 2011 | Mistrzostwa panarabskie                     | Al-Ajn         | 1. miejsce        | 2,25  |
| 2011 | Igrzyska panarabskie                        | Doha           | 1. miejsce        | 2,30  |
| 2012 | Halowe mistrzostwa Azji                     | Hangzhou       | 1. miejsce        | 2,37  |
| 2012 | Halowe mistrzostwa świata                   | Stambuł        | 9. miejsce        | 2,28  |
| 2012 | Igrzyska olimpijskie                        | Londyn         | 2. miejsce        | 2,29  |
| 2012 | Mistrzostwa Azji Zachodniej                 | Dubaj          | 1. miejsce        | 2,32  |
| 2013 | Mistrzostwa Rady Współpracy Zatoki Perskiej | Doha           | 1. miejsce        | 2,25  |
| 2013 | Mistrzostwa panarabskie                     | Doha           | 1. miejsce        | 2,30  |
| 2013 | Mistrzostwa świata                          | Moskwa         | 2. miejsce        | 2,38  |
| 2014 | Halowe mistrzostwa Azji                     | Hangzhou       | 1. miejsce        | 2,36  |
| 2014 | Halowe mistrzostwa świata                   | Sopot          | 1. miejsce        | 2,38  |
| 2014 | Puchar interkontynentalny                   | Marrakesz      | 3. miejsce        | 2,34  |
| 2014 | Igrzyska azjatyckie                         | Inczon         | 1. miejsce        | 2,35  |
| 2015 | Mistrzostwa panarabskie                     | Manama         | 1. miejsce        | 2,19  |
| 2015 | Mistrzostwa Azji                            | Wuhan          | 3. miejsce        | 2,20  |
| 2015 | Mistrzostwa świata                          | Pekin          | 4. miejsce        | 2,33  |
| 2016 | Halowe mistrzostwa Azji                     | Doha           | 1. miejsce        | 2,35  |
| 2016 | Halowe mistrzostwa świata                   | Portland       | 4. miejsce        | 2,29  |
| 2016 | Igrzyska olimpijskie                        | Rio de Janeiro | 2. miejsce        | 2,36  |
| 2017 | Mistrzostwa świata                          | Londyn         | 1. miejsce        | 2,35  |
| 2018 | Halowe mistrzostwa świata                   | Birmingham     | 2. miejsce        | 2,33  |
| 2019 | Mistrzostwa świata                          | Doha           | 1. miejsce        | 2,37  |
| 2021 | Igrzyska olimpijskie                        | Tokio          | 1. miejsce        | 2,37  |
| 2022 | Mistrzostwa świata                          | Eugene         | 1. miejsce        | 2,37  |
| 2023 | Mistrzostwa świata                          | Budapeszt      | 3. miejsce        | 2,33  |
| 2023 | Igrzyska azjatyckie                         | Hangzhou       | 1. miejsce        | 2,35  |
| 2024 | Igrzyska olimpijskie                        | Paryż          | 3. miejsce        | 2,34  |

## Rekordy życiowe
| Konkurencja          | Rezultat | Data            | Miejsce  | Zawody                     | Uwagi       |
| -------------------- | -------- | --------------- | -------- | -------------------------- | ----------- |
| Skok wzwyż – stadion | 2,43     | 5 września 2014 | Bruksela | Memorial Van Damme         | rekord Azji |
| Skok wzwyż – hala    | 2,41     | 18 lutego 2015  | Athlone  | AIT International Arena GP | rekord Azji |